# علی عارف برهان
علی عارف برهان (عربی: علي عارف برهان؛ زادهٔ ۱۹۳۴ (۹۰–۹۱ سال)) سیاستمدار اهل جیبوتی است. وی از ۷ ژوئیه ۱۹۶۷ تا ۲۹ ژوئیه ۱۹۷۶ نخست‌وزیر این کشور بود.